# Thomas Gilica
Thomas Gilica (* 19. August 1959) ist ein ehemaliger deutscher Fußballspieler und Fußballtrainer. Er war in der 2. Bundesliga-Saison 1980/81 Teil des Kaders der SV Arminia Hannover.

## Karriere

### Spieler
Im Juli 1980 wechselte er von der zweiten Mannschaft des SV Arminia Hannover in die erste und spielte dort in der bislang einzigen Saison in der 2. Bundesliga in einigen Spielen mit. Unter anderem stand er bei der historischen 11:0-Niederlage gegen Arminia Bielefeld in der Startelf, wurde aber bereits in der 30. Minute gegen Vitomir Rogoznica ausgewechselt. Danach spielte er noch bis 1991 weiter bei der Arminia, stand jedoch auch hin und wieder im Kader von Holstein Kiel. Wie zum Beispiel in der ersten Runde der DFB-Pokal Saison 1983/84. Das Spiel ging mit 1:2 gegen Bayer 05 Uerdingen verloren. Am 23. September 1989 stand er in der 2. Runde des DFB-Pokal nochmal im Kader von Arminia Hannover. Im Spiel gegen den 1. FC Köln konnte er sogar ein Tor erzielen. Trotzdem ging das Spiel mit 2:4 verloren. Von 1991 bis 1992 war er noch beim TuS Celle FC aktiv. Unter anderem taucht er noch einmal am 16. August 1991 im Spielbericht der Oberliga Nord Partie Altona 93 gegen TuS Celle FC auf.

### Trainer
Zwischen 1990 und 1991 war er auch noch Trainer der Arminia, konnte hier aber keine sonderlichen Erfolge erzielen und war dementsprechend nur kurz aktiv.

### Derzeitiger Beruf
Mittlerweile ist er seit 1994 Rechtsanwalt und Fachanwalt für Versicherungs- und Arbeitsrecht in Hannover. Von 1999 bis 2007 und von 2004 bis 2015 war er Geschäftsführer von zwei Unternehmen.